# Translocases
As translocases são enzimas que catalisam o movimento de íons ou de moléculas através de membranas geralmente celulares. A reação é designada como uma reação do "lado 1" para o "lado 2". As translocases são o sistema de secreção mais comum em bactérias Gram positivas. As subclasses das transferases designam os tipos de componentes transferidos e as subsubclasses indicam os processos de reação que fornecem a força motriz para a translocação.
EC 7.1 - catalisam a translocação de íons H+
EC 7.2 - catalisam a translocação de cátions inorgânicos
EC 7.3 - catalisam a translocação de ânions inorgânicos e seus quelatos
EC 7.4 - catalisam a translocação de aminoácidos e peptídeos
EC 7.5 - catalisam a translocação de carboidratos e seus derivados
EC 7.6 - catalisam a translocação de outros compostos
1. ↑  «Translocase». Wikipedia. Consultado em 23 de dezembro de 2019
2. ↑  «Enzyme Class 7». Consultado em 23 de dezembro de 2019 |nome1= sem |sobrenome1= em Authors list (ajuda)